# Ліза Елдрідж
Ліза Елдрідж, MBE (англ. Lisa Eldridge; нар. 26 жовтня 1971 року) — візажистка, підприємиця, авторка та ютуберка, яка народилася в Новій Зеландії та мешкає в Англії. Її професійна кар'єра почалася, коли журнал Elle запросив її працювати з моделлю Сінді Кроуфорд. З 2003 по 2013 рік Елдрідж була креативною директоркою Boots No7, де відповідала за розробку, оновлений дизайн і перезапуск бренду. Елдрідж є глобальною креативною директоркою компанії Lancôme. 2024 року було оголошено, що Елдрідж вручать ступінь MBE за її заслуги в індустрії косметики та моди. Принц Уельський офіційно вручив нагороду під час церемонії нагородження, що відбулася 21 березня 2025 року.

## Дитинство та юність
Народившись 26 жовтня 1971 року в Новій Зеландії, Елдрідж пізніше переїхала до Великої Британії та оселилася зі своєю родиною у Ліверпулі. Вона зацікавилася косметикою у шість років, коли виявила в будинку своєї бабусі коробку з вінтажною косметикою Мері Квант і Коті своєї матері 1960-х років. Її інтерес посилився, коли підліткою вона отримала книгу про театральний сценічний грим, і саме тоді й вирішила продовжити кар’єру гримера.

## Кар'єра
Після переїзду до Лондона Елдрідж пройшла курс майстерності фотографічного візажу в Complexions, одночасно працюючи на прилавку Lancôme у Harrods, щоб здобути безпосередній досвід. Потім почала створювати своє портфоліо, і зрештою підписала контракт з косметичним агентством. На ранніх етапах її кар'єри журнал Elle найняв Елдрідж для роботи з моделлю Сінді Кроуфорд, і їхня співпраця тривала ще під час кількох фотосесій. Елдрідж працює в Парижі, Нью-Йорку та Лос-Анджелесі та постійно проживає в Лондоні. Її роботи з’являлися на сторінках, обкладинках і фотосесіях знаменитостей для британського, італійського, французького, китайського та японського Vogue, а також Love, Allure, Glamour, Elle, Numéro, Harper's Bazaar, Pop, iD і Lula. Упродовж усієї кар’єри Елдрідж працювала з низкою всесвітньо відомих фотографів, зокрема з Тімом Вокером, Мертом і Маркусом, Ріганом Кемероном, Сольве Сундсбо, Ранкіном, Паоло Роверсі, Девідом Сімсом, Маріо Тестіно та Патріком Демаршельє. Вона також співпрацювала з будинками моди та косметичними брендами над  їхніми міжнародними рекламними кампаніями і показами. Серед них Lancôme, Chloé, Alberta Ferretti, Prada, Donna Karan, Moschino, Yohji Yamamoto та Pucci.
2009 року Елдрідж запустила свій вебсайт з посібниками з макіяжу, порадами щодо краси та інсайдерськими знаннями. Наступного року вона запустила свій канал на YouTube, де публікує уроки краси.
2013 року The Business of Fashion назвала її однією з людей, які «формують світову індустрію моди», занісши до свого щорічного списку Fashion 500. З 2015 року вона є креативною директоркою з макіяжу Lancôme.
У жовтні 2015 року вона опублікувала книжку «Писана краса: Історія макіяжу» (англ. Face Paint: The Story of Makeup), присвячену великій історії макіяжу.
2018 року Елдрідж запустила власну лінію косметики, починаючи з трьох відтінків оксамитової помади, а потім розширила її до продуктів для обличчя, догляду за шкірою та інструментів для макіяжу. Вона також запустила власну лінію прикрас у співпраці з ювеліром Вільямом Велстедом.
У грудні 2024 року Елдрідж була призначена кавалером ордена Британської імперії (MBE) в списку новорічних нагород за заслуги у галузі косметики та моди, нагороди вручав король Карл III та члени королівської родини

## Телебачення та ЗМІ
Елдрідж була постійною експерткою з краси на телеканалі Channel 4 у шоу Ten Years Younger, а також експерткою з неінвазивних процедур у шоу Ten Years Younger – The Challenge.
Вона неодноразово виступала на британському телебаченні у програмах GMTV і Lorraine, а також на Todaу Show у США.
2021 року Елдрідж вела шоу «Макіяж: гламурна історія» про історію макіяжу на BBC Two.

## Співпраця брендів
З 2003 по 2013 рік Елдрідж була креативною директоркою Boots No7, де відповідала за розробку, оновлений дизайн і перезапуск бренду. З червня 2011 року працювала з Chanel над створенням відео для їхнього сайту Chanel.com. Елдрідж є глобальною креативною директоркою Lancôme.

## Переклади українською
2018 року у видавництві «ArtHuss» вийшов український переклад книжки «Писана краса: Історія макіяжу». Перекладачки — Тетяна Кривов'яз, Єлизавета Тарануха.

## Зовнішні посилання
- Офіційний сайт
- 10 лайфгаків від зіркової візажистки Лізи Елдрідж